# سیارک ۱۹۶۴۸۱
سیارک ۱۹۶۴۸۱ (به انگلیسی: 196481 VATT، نامگذاری:2003KS2) صد و نود و شش هزار و چهارصد و هشتاد و یکمین سیارک کشف شده‌است که در ۲۳ مه ۲۰۰۳ کشف شد.